# Arrondissement Semur
Semur is een voormalig arrondissement in het departement Côte-d'Or in de Franse regio Bourgogne-Franche-Comté. Het arrondissement werd op 17 februari 1800 gevormd en op 10 september 1926 opgeheven. De zes kantons werden bij de opheffing toegevoegd aan het arrondissement Montbard.

## Kantons
Het arrondissement was samengesteld uit de volgende kantons:
- kanton Venarey-les-Laumes
- kanton Montbard
- kanton Précy-sous-Thil
- kanton Saulieu
- kanton Semur-en-Auxois
- kanton Vitteaux